# Lijst van weekschildpadden
Onderstaand een lijst van soorten schildpadden uit de familie weekschildpadden (Trionychidae). Er zijn 32 soorten die verdeeld worden in 13 geslachten. Verschillende geslachten zijn monotypisch, wat betekent dat ze slechts door een enkele soort worden vertegenwoordigd.
- Soort Amyda cartilaginea
- Soort Amyda ornata
- Soort Apalone ferox
- Soort Apalone mutica
- Soort Apalone spinifera
- Soort Chitra chitra
- Soort Chitra indica
- Soort Chitra vandijki
- Soort Cyclanorbis elegans
- Soort Cyclanorbis senegalensis
- Soort Cycloderma aubryi
- Soort Cycloderma frenatum
- Soort Dogania subplana
- Soort Lissemys ceylonensis
- Soort Lissemys punctata
- Soort Lissemys scutata
- Soort Nilssonia formosa
- Soort Nilssonia gangetica
- Soort Nilssonia hurum
- Soort Nilssonia leithii
- Soort Nilssonia nigricans
- Soort Palea steindachneri
- Soort Pelochelys bibroni
- Soort Pelochelys cantorii
- Soort Pelochelys signifera
- Soort Pelodiscus axenaria
- Soort Pelodiscus maackii
- Soort Pelodiscus parviformis
- Soort Pelodiscus sinensis
- Soort Rafetus euphraticus
- Soort Rafetus swinhoei
- Soort Trionyx triunguis